# Dialogo ebraico-cristiano

Giovanni Paolo II (a sinistra) ed Elio Toaff (a destra), rabbino capo di Roma, insieme nella Grande Sinagoga della città eterna (1986)

Il dialogo ebraico-cristiano è una forma di dialogo interreligioso che vede impegnati ebrei e cristiani di varie denominazioni alla ricerca di un rapporto di amicizia che includa una revisione dei principi teologici sui quali per secoli si è basata l'ostilità tra le due religioni. La particolarità del dialogo ebraico-cristiano deriva dalla sua asimmetria, giacché il cristianesimo è nato dall'ebraismo, e al tempo stesso dal loro comune fondamento reciproco nella medesima tradizione biblica. Da qui il riferimento dei cristiani agli ebrei come "fratelli maggiori", secondo l'espressione resa celebre dal discorso pronunciato da papa Giovanni Paolo II durante la sua visita alla sinagoga di Roma nel 1986.

## Storia
Episodi di filosemitismo, di incontro e amicizia tra ebrei e cristiani non sono mancati nell'antichità, ma è solo agli inizi del Novecento che - anche come reazione all'antisemitismo e alle persecuzioni razziali dell'Olocausto - si formarono le prime associazioni miste di ebrei e cristiani impegnate a combattere il pregiudizo antigiudaico e a rivisitare i fondamenti dei rapporti teologici tra le due religioni.

### The National Council of Christians and Jews
La prima associazione di dialogo ebraico-cristiano nacque a Londra nel 1927, la London Society of Christians and Jews, con la scopo "di incrementare la comprensione religiosa e promuovere atteggiamenti di buona volontà e cooperazione tra ebrei e cristiani nel rispetto reciproco delle proprie differenze di fede e di pratica religiosa, e di combattere l'intolleranza religiosa". National Councils of Christians and Jews (NCCJ) si formarono negli anni seguenti nei Paesi anglosassoni: nel Regno Unito, negli Stati Uniti, e finanche in Sudafrica. Ne facevano parte rabbini, pastori protestanti, laici, teologi e studiosi, coinvolgendo per la prima anche esponenti della Chiesa cattolica, sia pure in modo non ufficiale.
Per iniziativa dei presidenti del NCCJ americano, il pastore presbiteriano Everett R. Clinchy e il rabbino Morris S. Lazaron, “Tolerance Trios” di ministri ebrei, cattolici e protestanti offrirono conferenze negli anni trenta negli Stati Uniti, Canada, Irlanda e Gran Bretagna, per servire poi durante la seconda guerra mondiale come cappellani militari nelle forze alleate in Europa. Questa esperienza lasciò un'impressione profonda in quanto veniva a modificare schemi secolari di rapporto tra le tre confessioni, e sarà ricordata anche in un episodio del film Paisà di Roberto Rossellini (1946).

### L'Amitié judéo-chrétienne de France
Negli anni della seconda guerra mondiale tanti cristiani ed ebrei si trovarono a condividere esperienze di persecuzione, di sofferenza, di lotta. Lo storico ebreo francese, Jules Isaac, che nell'Olocausto aveva perso la moglie e la figlia, dedicò la sua vita ad una prospettiva di riappacificazione tra ebrei e cristiani, convinto che secoli di antigiudaismo teologico cristiano avessero preparato il terreno favorevole all'antisemitismo nazista, Dalla sua azione nacque il movimento delle Amitiés judéo-chrétiennes, che subito si saldò con le esperienze analoghe di ambiente anglosassone con la costituzione nel 1946 dell'International Council of Christians and Jews. L'anno successivo la Conferenza internazionale contro l'antisemitismo a Seelisberg con il documento i Dieci punti di Seelisberg gettava la fondamenta del moderno dialogo ebraico-cristiano.

### Il Concilio Vaticano II e la Nostra Aetate
L'incontro tra Giovanni XXIII e Jules Isaac aprì la via alla stesura di una dichiarazione conciliare sui rapporti tra ebrei e cristiani. Dopo un lungo e tormentato iter di discussione la dichiarazione Nostra aetate venne approvata nel 1965 dal Concilio Vaticano II. In essa si esprime la condanna dell'antisemitismo e si rigetta la teoria del deicidio, cioè della responsabilità collettiva del popolo ebraico nella morte di Gesù. Nel 1965 cominciò la sua attività il SIDIC (Service International de Documentation Judéo-Chrétienne), con sede a Roma, per dare seguito e continuità alle direttive del Concilio. Congregazione religiose come le Suore di Sion o i Camaldolesi hanno fatto del dialogo ebraico-cristiano uno degli elementi centrali della loro missione. Alla Nostra aetate seguirono una lunga serie di documenti nei quali l'accento gradualmente si spostò dalla condanna dell'antisemitismo ad un'analisi delle relazioni teologiche tra ebraismo e cristianesimo. Tra di essi si segnalano gli Orientamenti e suggerimenti per l'applicazione della Dichiarazione conciliare Nostra Aetate n.4 del 1974.

### La visita di papa Giovanni Paolo II alla sinagoga di Roma
Il dialogo ebraico-cristiano ricevette nuovo impulso con il pontificato di Giovanni Paolo II, non tanto come risultato di un proceeso di revisione teologica ma come portato dell'esperienza umana del papa polacco che aveva conosciuto in prima persona gli orrori dell'Olocausto. Il papa non nascose la sua personale amicizia con ebrei, la sua condanna senza riserve dell'antisemitismo e il suo desiderio di un nuovo rapporto tra ebrei e cristiani. Il 7 giugno 1979 Giovanni Paolo II si recò in visita al campo di sterminio di Auschwitz-Birkenau, rendendo omaggio alle vittime dell'Olocausto, e il 13 aprile 1987, prima papa nella storia, fu ospite della sinagoga di Roma dove fu accolto da rav. Elio Toaff e dalla comunità ebraica di Roma. Il gesto sarà imitato da vescovi di tutte le nazioni nelle loro realtà locali innescando una consuetudine di buone relazioni sconosciuta nel passato.
Sul piano più specificatamente teologico il dialogo subisce un rallentamento con la pubblicazione il 6 agosto 2000 della dichiarazione Dominus Iesus, a firma del card. Joseph Ratzinger, e le controversie legate alla reintroduzione del messale latino da parte dello stesso, ora Papa Benedetto XVI.
I rapporti però non si interrompono e il 10 aprile 2010 lo stesso Papa Benedetto XVI visita la sinagoga di Roma. Questa volta ad accoglierlo è il rabbino-capo di Roma Riccardo Di Segni. All'incontro è presente anche il rabbino Elio Toaff che 24 anni prima si era reso protagonista con Papa Giovanni Paolo II della prima visita papale alla sinagoga di Roma.
Papa Francesco sceglie il 17 gennaio (giornata dedicata dalla Conferenza Episcopale Italiana al dialogo ebraico-cristiano) per la sua visita nel 2016 alla sinagoga di Roma. Ad accoglierlo è, come nel caso del suo più immediato predecessore, il rabbino-capo di Roma Riccardo Di Segni; Elio Toaff è venuto a mancare l'anno precedente nel 2015.

## Il dialogo ebraico cristiano in Italia
L'Italia è una nazione che si è distinta nella storia per importanti manifestazioni di filosemitismo. Neppure le leggi razziali del 1938 e le persecuzioni dell'Olocausto ruppero quel legame di solidarietà e tolleranza consolidatosi nei secoli. Alle deportazioni durante l'occupazione tedesca, tra l'8 settembre 1943 e il 25 aprile 1945, presero parte attiva con particolare accanimento anche le autorità e alcuni uomini della Repubblica Sociale Italiana. E tuttavia la maggioranza degli ebrei italiani riuscì a sopravvivere favoriti da un clima generale di resistenza passiva e omertà che spesso sfociò in aperto aiuto ai perseguitati come dimostra l'impegno e il sacrificio dei numerosi italiani non ebrei oggi pubblicamente riconosciuti come giusti tra le nazioni. I numerosi eventi di solidarietà spontanea si tramutarano talora anche in forme di resistenza organizzata. La DELASEM, nata nel 1939 come associazione ebraica per il sostegno ai profughi ebrei divenne di fatto nel corso del conflitto una associazione mista di ebrei e cristiani uniti nella lotta contro l'Olocausto.

### L'Amicizia ebraico-cristiana di Firenze
Nel dopoguerra questa esperienza di lavoro comune non andò perduta. A Firenze, dove aveva operato un comitato clandestino della DELASEM, si costituì la prima associazione italiana di dialogo ebraico cristiana. Raccogliendo l'appello di Jules Isaac, essa prese il nome di Amicizia ebraico-cristiana di Firenze (AEC-Firenze). Lo Statuto, approvato nel 1950, la descrive come una "libera accolta di persone di spirito religioso (qualunque sia il modo in cui si manifesta questo loro sentimento) le quali vogliono amore e collaborazione tra cristiani ed ebrei, e anzi tra gli uomini, allo scopo di creare una convivenza veramente umana dalla quale sia esclusa per sempre ogni forma di incomprensione e di odio". Vi aderiscono alcune delle personalità di maggior spicco della cultura fiorentina del dopoguerra, ebrei e cristiani fin dall'inizio di varia denominazione: Angiolo Orvieto, Arrigo Levasti, Ines Zilli Gay. L'Associazione poteva contare sul sostegno influente di Giorgio La Pira, sindaco di Firenze, che vide in essa uno strumento fondamentale nella sua politica di incontro tra le tre grandi religioni monoteistiche nell'area mediterranea. L'Associazione, che già nel 1951 si era dotata di un Bollettino ciclostilato con soci in tutta Italia, preparò la strada per un cambiamento di rotta nelle relazioni tra ebrei e cristiani, sostenendo l'opera di Jules Isaac in Italia e favorendone il rapporto con Papa Giovanni XXIII, grazie anche al sostegno decisivo di Maria Vingiani.

### Il Concilio Vaticano II
Con l'apertura del Concilio Vaticano II, l'Italia e Firenze si trovarono in prima linea nel promuovere la stesura e l'approvazione della dichiarazione conciliare Nostra aetate. Nel 1964 Giorgio La Pira organizzò in Palazzo Vecchio una solenne cerimonia in commemorazione della morte di Jules Isaac e l'AEC-Firenze sostenne la pubblicazione della traduzione italiana del libro di Isaac Gesù e Israele. L'approvazione della Nostra aetate diede legittimità ai gruppi di dialogo ebraico-cristiano che potevano adesso presentarsi alla luce del sole e promuovere le loro attività in ambito ecclesiale ed ecumenico. Il documento poneva fine a due millenni di teologia sostituzionista secondo cui la Chiesa cattolica affermava di essere il vero Israele contro il falso Israele storico.
Dal 1966 il Bollettino dell'AEC-Firenze uscì in edizione a stampa, accolto nelle biblioteche laiche ed ecclesiastiche di tutto il mondo e dai sempre più numerosi soci sparsi per la penisola. Lo stesso anno Maria Vingiani ufficializzò la costituzione del Segretariato Attività Ecumeniche come associazione ecumenica che nelle sue attività e nei suoi convegni sempre avrà un occhio di riguardo per il dialogo ebraico-cristiano.

### I Colloqui ebraico-cristiani di Camaldoli
L'inizio dei Colloqui ebraico-cristiani di Camaldoli nel dicembre 1980 rappresentò una svolta importante perché per la prima volta diede carattere nazionale al movimento per il dialogo ebraico-cristiano in Italia. Attorno ai Colloqui si coagularono i vari gruppi esistenti: l'Amicizia ebraico-cristiani di Firenze in primo luogo, corresponsabile dell'iniziativa, Il Segretariato Attività Ecumeniche con i suoi gruppi locali, e la rivista SeFeR, fondata nel 1978 a Milano da Maria Bixiu, oltre al Service International de Documentation Judéo-Chrétienne e alle Suore di Sion. Nuove Amicizie ebraico-cristiane nacquero a Roma, Ancona, Torino, Napoli, Ravenna. Nel 1984 il Convegno internazionale dell'ICCJ si tenne a Vallombrosa in Italia. Le associazioni per il dialogo ebraico-cristiano in Italia si trovarono in prima fila nell'organizzazione della visita di papa Giovanni Paolo II alla sinagoga di Roma nell'aprile 1986.
In conseguenza di questi eventi, il dialogo subì un'improvvisa accelerazione anche a livello locale. Nel 1988 nacque la Federazione delle Amicizie ebraico-cristiane in Italia "allo scopo di favorie e sviluppare la conoscenza, la comprensione, il rispetto e l'amicizia tra ebrei e cristiani" (Statuto, art.1). La Federazione è adesso il referente italiano dell'International Council of Christians and Jews.
Il 28 settembre 1989, su sollecitazione del Segretariato Attività Ecumeniche e della Federazione delle Amicizie ebraico-cristiane, la commissione ecumenica della Conferenza Episcopale Italiana, presieduta dal Vescovo di Livorno Alberto Ablondi istituì la Giornata dell'ebraismo da celebrarsi il 17 gennaio di ogni anno all'inizio della Settimana per l'unità dei cristiani (18-25 gennaio). Fu la prima iniziativa del genere nel mondo a rimarcare i progressi in Italia del dialogo ebraico-cristiano.
Il 27 maggio 1990, l'Amicizia ebraico-cristiana di Firenze celebrò solennemente il suo quarantennale con una cerimonia a Palazzo Vecchio alla presenza del Presidente del Senato Giovanni Spadolini.

### Il Giorno della Memoria
Nel 1997 lo straordinario successo del film di Roberto Benigni La vita è bella riapri l'interesse sull'Olocausto in Italia, allargandolo ad un ambito più laico. Il popolo italiano riscoprì con simpatia la secolare presenza ebraica. Di questa riscoperta il segno più tangibile fu l'istituzione del Giorno della Memoria. Con la legge n. 211 del 20 luglio 2000 il Parlamento italiano aderiva così alla proposta internazionale di dichiarare il 27 gennaio come giornata in commemorazione delle vittime del nazionalsocialismo (nazismo) e del fascismo, dell'Olocausto e in onore di coloro che a rischio della propria vita hanno protetto i perseguitati. Al Giorno della Memoria si affiancò la Giornata europea della cultura ebraica, istituita anch'essa nel 2000 come ricorrenza fissa annuale a settembre e che ha prodotto un rinnovato interesse sui beni culturali ebraici e la loro preservazione e restauro.